# El libro blanco del euskera
El libro blanco del euskera es una publicación de la Real Academia de la Lengua Vasca del año 1977. En él se reconstituye la historia clínica de la que carecía el euskera. Colaboraron en su redacción varios profesionales de diferentes especialidades, coordinados por Iñaki Larrañaga de la empresa Siadeco.
Tiene cinco partes diferenciadas:
- En la primera parte se estudia la lengua desde un punto de vista humano, cultural y político.

- En la segunda se estudia el euskera mismo por medio de su historia, la riqueza de su vieja literatura oral y poco conocida, y la posterior implantación de la escrita.

- En la tercera se estudian los factores socioeconómicos que afectan al euskera, los rasgos étnicos y socioculturales que lo diferencian, los distintos movimientos político-administrativos que lo han tenido como vehículo obligado o lo han intentado frenar, los factores jurídico legales de la desprotección oficial del euskera y el estudio corporativo acerca de los distintos estatutos de Euskadi.

- En la cuarta parte se analizan los problemas tenidos por otras lenguas.
- En la quinta se recoge un trabajo sobre el bilingüismo.

La financiación corrió a cargo de la Caja Laboral Popular Sociedad Cooperativa de Crédito.
Uno de los artículos programados para el libro, a cargo del escritor José Ángel Irigaray, fue publicado en la revista Munibe de la Sociedad de Ciencias Aranzadi, a causa de desavenencias con el editor.
Continuación de esta publicación fue el estudio sociológico Conflicto lingüístico en Euskadi de 1979.
En clara alusión al libro blanco, Juan Mari Torrealdai, presidente del Consejo de Administración del diario Euskaldunon Egunkaria, publicó El libro negro del euskera en 1998.